# Phrynichus gaucheri
Phrynichus gaucheri är en spindeldjursart som beskrevs av Peter Weygoldt 1998. Phrynichus gaucheri ingår i släktet Phrynichus och familjen Phrynichidae. Inga underarter finns listade i Catalogue of Life.